# Lega Nazionale A 1970-1971
L'edizione 1970-1971 della Lega Nazionale A vide la vittoria finale del Grasshoppers. Capocannoniere del torneo fu Walter Müller (Young Boys), con 19 reti.

## Stagione

### Novità
Dalla Lega Nazionale A 1969-1970 sono stati retrocessi in Lega Nazionale B il Wettingen e il San Gallo, mentre dalla Lega Nazionale B 1969-1970 sono stati promossi il Sion e il Lucerna.

## Squadre partecipanti
| Club              | Città             | Stadio                        | Stagione 1969-1970                                  |
| ----------------- | ----------------- | ----------------------------- | --------------------------------------------------- |
| Basilea           | Basilea           | St. Jakob Stadium             | 1º posto in Lega Nazionale A (Campione di Svizzera) |
| Bellinzona        | Bellinzona        | Stadio Comunale di Bellinzona | 10º posto in Lega Nazionale A                       |
| Bienne            | Bienne            | Stadion Gurzelen              | 12º posto in Lega Nazionale A                       |
| Friburgo          | Friburgo          | Stade Saint-Léonard           | 11º posto in Lega Nazionale A                       |
| Grasshoppers      | Zurigo            | Hardturm Stadion              | 4º posto in Lega Nazionale A                        |
| La Chaux-de-Fonds | La Chaux-de-Fonds | Stade de la Charrière         | 9º posto in Lega Nazionale A                        |
| Losanna           | Losanna           | Stade de la Pontaise          | 2º posto in Lega Nazionale A                        |
| Lucerna           | Lucerna           | Stadion Allmend               | 2º posto in Lega Nazionale B (Neopromosso)          |
| Lugano            | Lugano            | Stadio comunale di Cornaredo  | 6º posto in Lega Nazionale A                        |
| Servette          | Ginevra           | Stade Charmilles              | 7º posto in Lega Nazionale A                        |
| Sion              | Sion              | Parc des Sports               | 1º posto in Lega Nazionale B (Neopromosso)          |
| Winterthur        | Winterthur        | Stadion Schützenwiese         | 8º posto in Lega Nazionale A                        |
| Young Boys        | Berna             | Wankdorfstadion               | 5º posto in Lega Nazionale A                        |
| Zurigo            | Zurigo            | Stadio Letzigrund             | 3º posto in Lega Nazionale A                        |

## Classifica finale
|  | Pos. | Squadra           | Pt | G  | V  | N  | P  | GF | GS | DR  |
|  | ---- | ----------------- | -- | -- | -- | -- | -- | -- | -- | --- |
|  | 1.   | Basilea           | 42 | 26 | 18 | 6  | 2  | 67 | 26 | +41 |
|  | 2.   | Grasshoppers      | 42 | 26 | 20 | 2  | 4  | 59 | 21 | +38 |
|  | 3.   | Lugano            | 31 | 26 | 11 | 9  | 6  | 50 | 34 | +16 |
|  | 4.   | Losanna           | 30 | 26 | 12 | 6  | 8  | 51 | 43 | +8  |
|  | 5.   | Zurigo            | 28 | 26 | 11 | 6  | 9  | 41 | 42 | -1  |
|  | 6.   | Winterthur        | 27 | 26 | 11 | 5  | 10 | 36 | 38 | -2  |
|  | 7.   | Servette          | 26 | 26 | 8  | 10 | 8  | 39 | 36 | +3  |
|  | 8.   | Young Boys        | 26 | 26 | 10 | 6  | 10 | 43 | 46 | -3  |
|  | 9.   | La Chaux-de-Fonds | 24 | 26 | 9  | 6  | 11 | 46 | 47 | -1  |
|  | 10.  | Bienne            | 21 | 26 | 6  | 9  | 11 | 32 | 43 | -11 |
|  | 11.  | Lucerna           | 20 | 26 | 8  | 4  | 14 | 39 | 48 | -9  |
|  | 12.  | Sion              | 19 | 26 | 5  | 9  | 12 | 32 | 46 | -14 |
|  | 13.  | Friburgo          | 19 | 26 | 6  | 7  | 13 | 35 | 63 | -28 |
|  | 14.  | Bellinzona        | 9  | 26 | 1  | 7  | 18 | 24 | 61 | -37 |

Legenda:
      Campione di Svizzera e qualificata in Coppa dei Campioni 1971-1972
      Vincitore della Coppa Svizzera 1970-1971 e qualificato in Coppa delle Coppe 1971-1972
      Qualificate in Coppa UEFA 1971-1972
      Retrocesse in Lega Nazionale B 1971-1972.
Note:

Due punti a vittoria, uno a pareggio, zero a sconfitta.

## Spareggi

### Spareggio scudetto
|              | Risultato |         | Luogo e data         |  |
| ------------ | --------- | ------- | -------------------- |  |
| Grasshoppers | 4 - 3     | Basilea | Berna, 8 giugno 1971 |  |
|              |           |         |                      |  |

### Spareggio retrocessione
|      | Risultato |          | Luogo e data           |  |
| ---- | --------- | -------- | ---------------------- |  |
| Sion | 1 - 0     | Friburgo | Losanna, 9 giugno 1971 |  |
|      |           |          |                        |  |

## Statistiche

### Classifica marcatori
| Gol |  |  | Giocatore         | Squadra           |
| --- |  |  | ----------------- | ----------------- |
| 19  |  |  | Walter Müller     | Young Boys        |
| 16  |  |  | Daniel Jeandupeux | La Chaux-de-Fonds |
| 16  |  |  | Ove Grahn         | Grasshoppers      |
| 16  |  |  | Peter Risi        | La Chaux-de-Fonds |
| 15  |  |  | Kurt Müller       | Lucerna           |
| 14  |  |  | Timo Konietzka    | Winterthur        |
| 13  |  |  | Walter Balmer     | Basilea           |
| 13  |  |  | Anton Schaller    | Friburgo          |

## Verdetti finali
- Grasshoppers Campione di Svizzera 1970-1971 e qualificato alla Coppa dei Campioni 1971-1972.
- Servette vincitore della Coppa Svizzera 1970-1971 qualificato alla Coppa delle Coppe 1971-1972.
- Basilea e Lugano qualificati alla Coppa UEFA 1971-1972.
- Friburgo e Bellinzona retrocesse in Lega nazionale B.